# Henk Kersken
Hendrik (Henk) Kersken (Arnhem, 6 januari 1880 – Bergen op Zoom, 3 december 1967) was een Nederlands zeiler.
Hij maakte deel uit van het team dat op de Olympische Zomerspelen  in 1928 een zilveren medaille behaalde in de 8 meter klasse. Naast Kersken bestond het team in de boot Hollandia uit Johannes van Hoolwerff, Gerard de Vries Lentsch, Maarten de Wit, Cornelis van Staveren en Lambertus Doedes.  
Kersken was net als zijn vader en naamgenoot stoombootondernemer.